# Stephen F. Cohen
Pour les articles homonymes, voir Cohen.
Stephen Frand Cohen, né le 25 novembre 1938 à Indianapolis dans l'Indiana et mort le 18 septembre 2020 à Manhattan, est un universitaire américain spécialiste de la Russie soviétique. Ses recherches se concentrent sur l'histoire de la Russie depuis la révolution russe et sur les relations du pays avec les États-Unis.

## Biographie
Stephen Cohen obtient une licence en économie et politique publique à l'université de l'Indiana. Il séjourne alors durant six semaines en Russie, où il se passionne pour l'histoire du pays. Il poursuit ses études de troisième cycle à l'université Columbia et obtient son doctorat en 1967, consacré à Nikolaï Boukharine. Il enseigne comme professeur invité à l'université de Princeton, sous le parrainage de Robert C. Tucker, politologue renommé. 
Stephen Cohen s'est engagé publiquement en faveur de la détente entre les deux blocs. Il a pris part, aux côtés de George Kennan et de John Kenneth Galbraith et du sénateur démocrate J. William Fulbright, opposant à la guerre du Viêt Nam, à l’organisation The American Committee on East-West Accord. Pour Stephen Cohen, « il n’y a pas d’alternative saine, ou morale, ou bien souhaitable à la détente ». Il croit dans les capacités du régime soviétique à se réformer, mais il estime qu'elles n’ont des chances d’aboutir que dans les conditions d’un relâchement progressif des tensions entre l’URSS et ses adversaires. Une détérioration des relations internationales conduirait l’Union soviétique à l’isolement et renforcerait les tendances réactionnaires du pays au détriment des courants réformistes. 
Stephen Cohen, qui a établi une résidence à Moscou dans les années 1980, devient célèbre aussi bien dans les cercles américain que soviétique. Il aide la veuve de Boukharine à réhabiliter le nom du révolutionnaire bolchevique (la réhabilitation est effective en 1988) et rencontre la fille de Staline, Svetlana Allilouieva. Il devient l'ami personnel de Mikhaïl Gorbatchev, qu'il conseille dans ses réformes, et conseille également le président George H. W. Bush lors de l'effondrement de l'URSS.
Stephen Cohen enseigne à l'université de New York un cours intitulé « La Russie depuis 1917 ». Il est consultant sur la Russie de la chaîne CBS News, ainsi qu'un membre du Council on Foreign Relations. Il est marié à Katrina vanden Heuvel, qui édite la revue The Nation.

## Travaux
Stephen Cohen considère que la politique et l’histoire forment un seul domaine d’étude, la recherche sur des sujets politiques contemporains ne pouvant pas, selon lui, se dispenser d’une approche historique. Son analyse du stalinisme, qu’il considère comme une aberration historique, reprend la critique des communistes anti-staliniens. Selon lui, le stalinisme ne se plaçait pas dans le droit fil du marxisme-léninisme ou du bolchevisme et n’était pas inévitable. 
Le bolchevisme était un mouvement qui comprenait sous Lénine des courants politiques variés. Stephen Cohen récuse la vision selon laquelle la Nouvelle politique économique, de 1921 à 1928, constituait une « retraite stratégique » en attendant une reprise de la « construction du communisme ». Au contraire, la NEP constituerait le léninisme authentique. Le tournant aurait eu lieu en 1928-1929, lorsque Staline a abandonné le système d’économie mixte des années 1920. Stephen Cohen voit dans la mise en œuvre de la collectivisation agricole et de la planification industrielle volontariste les racines du désastre de la période stalinienne.
Boukharine, dont Stephen Cohen a rédigé la biographie (traduite en français), serait l’héritier légitime de Lénine et le représentant d’une véritable alternative au stalinisme. Le « boukharinisme » est analysé comme un courant politique et idéologique à part entière, compatible avec les positions de Lénine dans les dernières années de sa vie. Ce courant s’enracinait dans la société et était défendu par d’autres dirigeants bolcheviques modérés. En défendant la croissance par étapes et l’industrialisation progressive, ce courant rêvait d’une possible alliance entre les ouvriers et les paysans. Après sa mort, Boukharine est devenu un symbole de résistance, un tremplin pour imposer des réformes et un enjeu d’une lutte de mémoires.
Il plaide dans les années 2010 pour une détente des relations entre son pays et la Russie. Selon lui, la diabolisation de l’adversaire à l’œuvre dans les médias américains rend l’actuelle guerre froide plus dangereuse que la précédente : « Le principe de parité, selon lequel les deux parties ont des intérêts légitimes, n’existe plus », qu’il constituerait « la base de la diplomatie et des négociations que symbolisent les sommets entre dirigeants ».

## Décès
Cohen meurt le 18 septembre 2020 dans sa maison de Manhattan à l'âge de 81 ans, d'un cancer du poumon.

## Principales publications
- Nicolas Boukharine : la vie d’un bolchevik (1888-1938), Paris, Maspero, 1979 (éd. originale : New York, 1973).
- (en) Rethinking the Soviet Experience. Politics and History Since 1917, New York, Oxford University Press, 1985, 222 p.
- (en) avec Katrina vanden Heuvel, Voices of Glasnost : Conversations with Gorbachev's Reformers, Norton, 1990.
- (en) Failed Crusade : America and the Tragedy of Post-Communist Russia, Norton, 2001, 320 p.